# Diocesi di Zayton

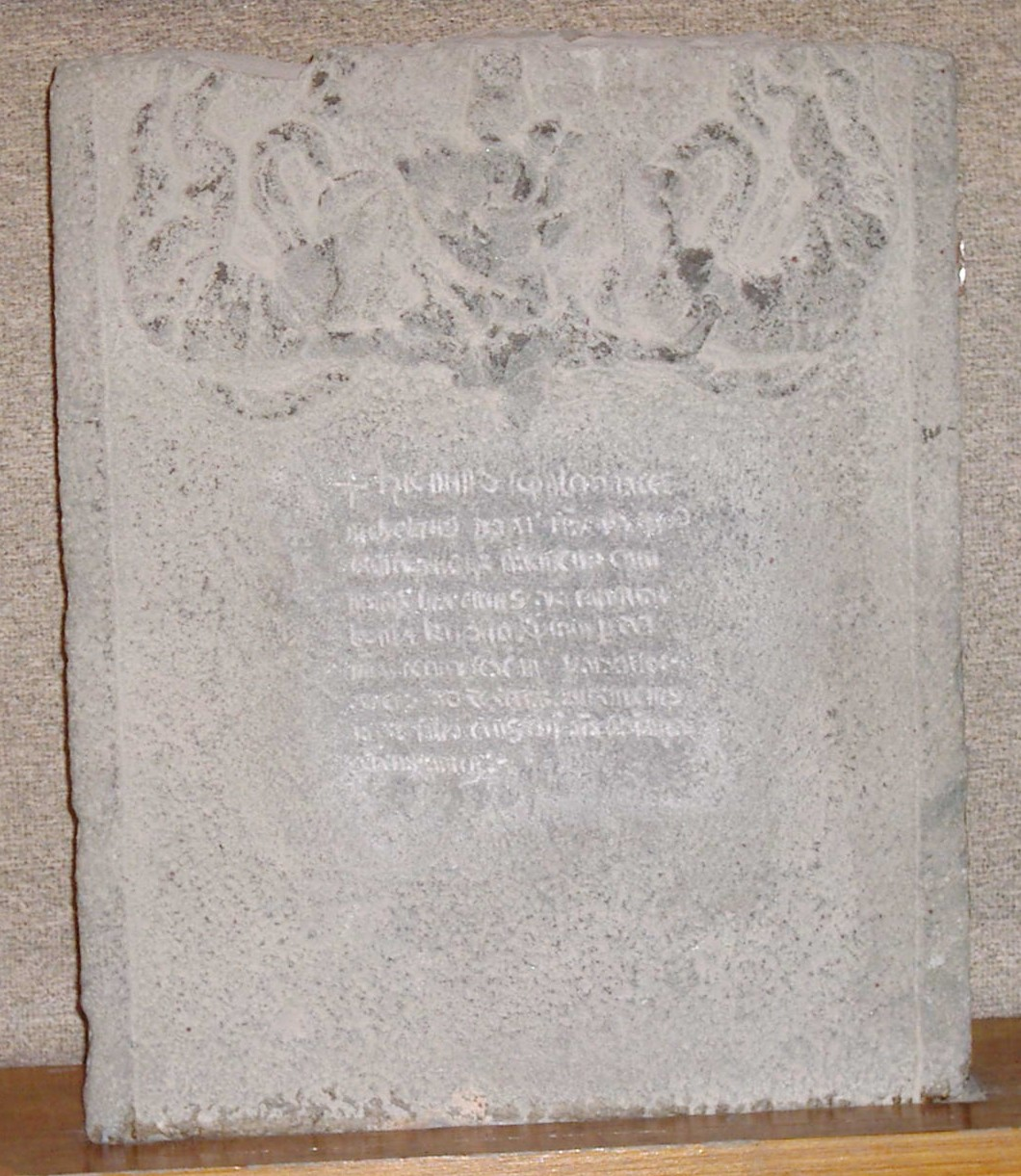
Lastra tombale di Andrea da Perugia

La diocesi di Zayton (Quanzhou, in latino Dioecesis Zaitonensis) è una sede soppressa e sede titolare soppressa della Chiesa cattolica.

## Storia
La diocesi di Zayton fu una delle sedi episcopali cinesi fondate all'inizio del XIV secolo, in seguito alle missioni francescane nel Gran Khanato mongolo incominciate nella seconda metà del secolo precedente. Frate Giovanni da Montecorvino, già missionario in Persia ed in Armenia aveva fondato nel 1294 la missione di Khān Bālīq, capitale della Cina sotto la dinastia Yuan, l'odierna Pechino.
Nel 1307 papa Clemente V eresse l'arcidiocesi di Khān Bālīq nominando come primo arcivescovo Giovanni da Montecorvino. Il papa inviò nel lontano Oriente sette francescani, tutti consacrati vescovi prima di partire. Solo tre di questi raggiunsero Khān Bālīq nel 1308: Gerardo Albuini, Pellegrino da Città di Castello e Andrea da Perugia, che conferirono la consacrazione episcopale a Giovanni da Montecorvino.
Assieme ai vescovi, erano arrivati in Cina anche un gruppo di missionari dello stesso ordine. Parte di questi si stabilirono nel 1308 nella città portuale di Zayton, corrispondente all'odierna Quanzhou nel Fujian. Qui esisteva da tempo una comunità armena, dedita per lo più al commercio. Una benefattrice della comunità donò ai Francescani una chiesa ed un convento, costruiti tempo addietro a proprie spese. In virtù dei poteri concessigli dal papa, Giovanni da Montecorvino eresse la diocesi di Zayton e vi nominò come primo vescovo Gerardo Albuini, cui succedette Pellegrino (dopo che Andrea da Perugia rifiutò la nomina).
Dopo il 1318 Andrea da Perugia lasciò la missione di Khanbaliq e si recò a Zayton dove, con il permesso dell'imperatore, edificò nei dintorni della città una chiesa ed un monastero, capace di accogliere una ventina circa di nuovi missionari francescani. Alla morte di Pellegrino, Andrea fu designato dall'arcivescovo Giovanni a succedergli. Del vescovo Andrea resta una lettera, scritta nel gennaio 1326 al padre guardiano del convento di Perugia: in essa descrive il suo lungo viaggio per raggiungere la Cina e le difficoltà della missione. Qualche anno fa, durante la demolizione delle mura cittadine, fu scoperta la pietra tombale di Andrea, utilizzata come materiale da costruzione.
Alla morte di Andrea, succedette il vescovo Giacomo (o Giovanni) da Firenze, che era partito missionario per la Cina nel febbraio 1311. Giacomo trovò la morte nel 1362, in occasione delle rivolte che imperversavano nell'impero in quegli anni e che porteranno qualche anno dopo alla caduta della dinastia Yuan.
I vescovi ricevevano dall'imperatore una pensione annua corrispondente circa a 100 fiorini d'oro all'anno.
Nel 1326 circa la comunità di Zayton ebbe modo di accogliere il missionario Odorico da Pordenone, che recava con sé i resti dei quattro francescani che erano stati trucidati qualche anno prima a Thane, nei pressi di Bombay, mentre cercavano di raggiungere la Cina; tra queste le spoglie del beato Tommaso da Tolentino.
La diocesi scomparve con l'avvento della dinastia Ming attorno al 1368/1370.
Verso la fine del XIV secolo la diocesi fu eretta come sede in partibus, di cui, sembra, si conoscono due soli vescovi.

## Cronotassi

### Vescovi
- Gerardo Albuini, O.Min. † (circa 1313 - 1318 deceduto)
- Pellegrino da Città di Castello, O.Min. † (1318 - 6 luglio 1322 deceduto)
- Andrea da Perugia, O.Min. † (1322 - circa 1332 deceduto)
- Giacomo da Firenze, O.Min. † (circa 1332 - 1362 deceduto)

### Vescovi titolari
- Pietro † (? deceduto)
- Ambrogio Giovanni da Verona, O.S.M. † (12 aprile 1397 - ?)

## Fonti
- (FR)  Pacifique-Marie Chardin, Les missions franciscaines en Chine. Notes géographiques et historiques, Paris, 1915, pp. 15-17
- Biografia di Andrea da Perugia nel Dizionario Biografico degli Italiani della Treccani
- (LA)  Konrad Eubel, Hierarchia Catholica Medii Aevi, vol. 1, pp. 159, 538
- (EN)  J. Foster, Crosses from the walls of Zaitum,in Journal of the Royal Asiatic Soc., 1954, pp. 17-20
- (FR)  Joseph de Moidrey, La hiérarchie catholique en Chine, en Corée et au Japon (1307-1914), Chang-Hai, 1914, p. 3
- (FR)  Evariste Huc, Le christianisme en Chine, en Tartarie et au Thibet, Volume I, Paris, 1857, pp. 391-397 (con traduzione in francese della lettera di Andrea da Perugia)
- (FR)  Jean Richard, Zayton, un évêché au bout du monde, in:  Damien Coulon, Catherine Otten-Froux, Paule Pagès et Dominique Valérian, Chemins d'outre-mer. Études d'histoire sur la Méditerranée médiévale offertes à Michel Balard, Paris, 2004, pp. 745-751